# Mesolimulus
Il mesolimulo (gen. Mesolimulus) è un artropode estinto appartenente agli xifosuri, simile al limulo attuale. Visse nel Giurassico superiore (circa 150 milioni di anni fa) e i suoi resti si rinvengono principalmente in Germania, nel giacimento a conservazione eccezionale di Solnhofen.

## Descrizione
L'aspetto di questo animale era notevolmente simile a quello dell'attuale limulo: possedeva infatti un carapace largo e convesso, di forma semicircolare allungata alle estremità laterali. Il cefalotorace, in sostanza, era costituito da una parte centrale (glabella) situata tra due guance che si prolungavano all'indietro, andando a formare un paio di robuste e corte spine. Le guance portavano un paio di occhi composti, in posizione laterale. La bocca era in posizione ventrale ed era dotata di un paio di appendici corte (cheliceri), seguito da cinque paia di appendici masticatorie che terminavano con una tenaglia. Altre cinque paia di zampe con funzione natatoria e respiratoria, invece, erano poste al di sotto dell'addome. La coda era costituita da un telson lunghissimo a forma di spina, dalla base articolata. L'animale intero era lungo circa 12  centimetri.

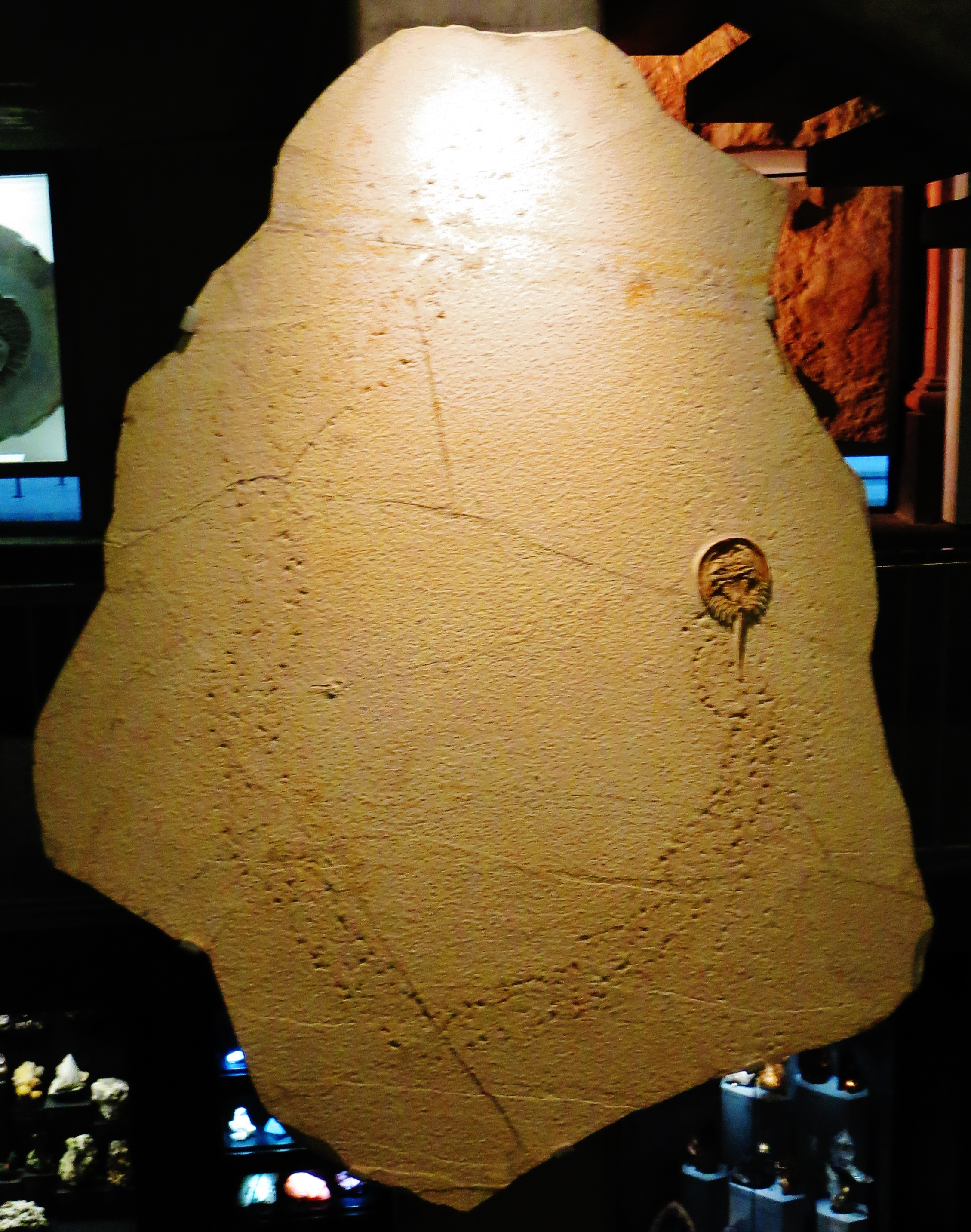
Mesolimulus con traccia

## Fossili
Numerosi fossili di mesolimulo sono stati trovati nei calcari litografici a grana fine tipici dei sedimenti di Solnhofen, in Baviera. Questi fossili, perfettamente conservati, permettono l'osservazione di gran parte delle strutture corporee di questi animali. In alcuni casi sono note anche tracce fossili del movimento di questi animali (tali fossili sono detti, nel caso dei limulidi, "kouphichnium") e in particolare della loro mortichnia, ossia degli ultimi passi che ne hanno preceduto la morte: questi descrivono un ampio cerchio a spirale, al centro del quale viene trovato l'animale fossilizzato. Questa strana conservazione è stata spiegata con l'ingresso dell'animale in un ambiente anossico (privo di ossigeno); il mesolimulo, in questo caso, entrava in agonia per asfissia e perdeva il senso dell'orientamento, fino a girare in tondo e poi a fermarsi. La specie più nota di mesolimulo è Mesolimulus walchi.

## Stile di vita
Come il limulo odierno (abitante delle coste oceaniche), anche il mesolimulo era un organismo bentonico che si infossava nel fondale marino. Dal momento che il limulo è un animale che tollera notevoli variazioni di salinità, è possibile che anche il mesolimulo fosse fisiologicamente analogo. Probabilmente era un predatore che viveva in acque poco profonde, litorali, fra le mangrovie o addirittura in acqua dolce.

## Classificazione
Il mesolimulo era un tipico rappresentante degli xifosuri, una sottoclasse di artropodi chelicerati che ebbe una notevole espansione nel corso del Paleozoico e del Mesozoico. Attualmente sono rappresentati dal solo limulo. Il mesolimulo (appartenente alla famiglia Mesolimulidae) fu una delle prime forme di limulo dall'aspetto moderno. L'addome breve, infatti, era costituito da elementi già fusi tra loro; solo alcune fossette e le spine laterali ricordavano la segmentazione presente nelle forme precedenti (come Euproops).